# Hammam Sousse
Ne doit pas être confondu avec Sousse ou Zaouiet Sousse.
Hammam Sousse (arabe : حمّام سوسة) est une ville du Sahel tunisien située en banlieue nord de Sousse.
Rattachée administrativement au gouvernorat de Sousse, elle constitue une municipalité comptant 42 937 habitants en 2014 qui s'étend sur 2 000 hectares.

## Géographie

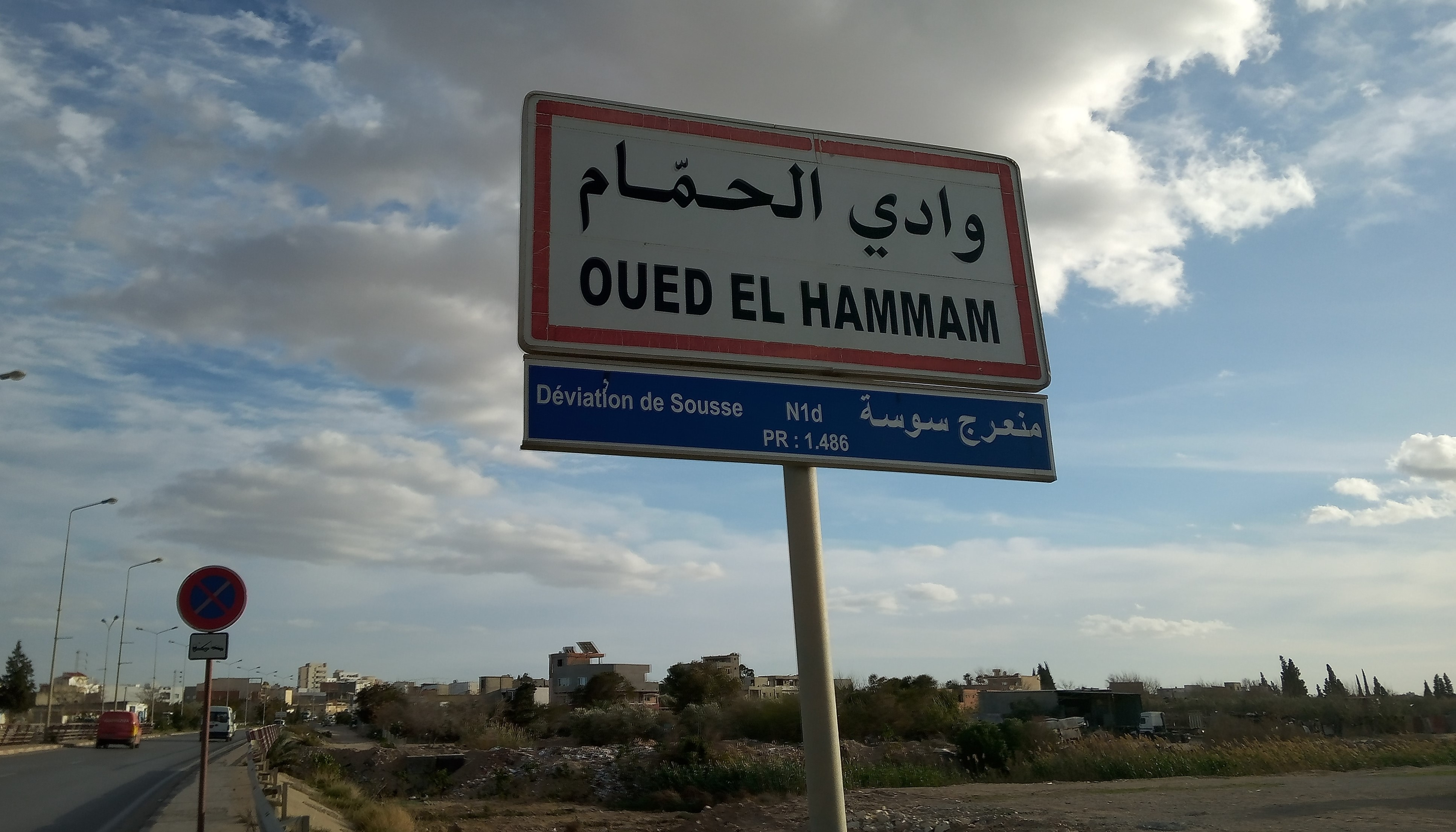
Oued El Hammam, connecté au nom de la ville (entrée sud-est de Hammam Sousse).

La ville est située sur une plate-forme formée de petites collines peu élevées (moins de 150 mètres) et de vastes plaines. Ces collines sont coupées par l'oued El Hammam.
|        | Golfe d'Hammamet |        |
| Akouda | Hammam Sousse    | Sousse |
|        | Kalâa Seghira    |        |

## Histoire
Son nom a une liaison étroite avec les vestiges d'un hammam d'architecture non identifiée à ce jour. Il est situé au nord-est de l'actuelle ville.
La présence des hommes à Hammam Sousse comme dans les autres régions du Sahel est très ancienne. En effet, le Sahel est le berceau de quelques tribus berbères nomades et sédentaires. Pendant la période punique, le comptoir phénicien d'Hadrumète (actuelle Sousse) est fondée vers le Xe siècle av. J.-C., ce qui influence avec l'économie locale. En effet, des rassemblements d'agriculteurs et de chasseurs se sédentarisent dans les régions de Blida et de Kanta. 
Avec la chute de Carthage en 146 av. J.-C., commence la période romaine qui s'étend jusqu'en 429. Au cours de cette période, la région d'Hammam Sousse connaît une agriculture prospère mais les terres sont abandonnées à la suite de l'invasion des Vandales et de leur politique de la terre brûlée qui fait refluer la population derrière les remparts de l'actuelle Sousse.
Sous la dynastie arabe des Aghlabides, on fonde le noyau de la ville qui se constitue sur le lieu connu sous le nom d'El Ksar. Il s'agit d'une petite cité entourée par un rempart doté d'une porte unique sur sa façade orientale qui débouche sur la place du marché. Mais la plus ancienne construction de la période arabe est le marabout de Sidi Sahloul (construit avant le noyau de l'actuelle ville).
C'est sous la dynastie des Husseinites qu'est tracée en 1857 la première carte du village où l'on dénombre quatorze huileries, quatre moulins et 250 maisons. Le 20 avril 1864, les hommes de la tribu des Mthalith attaquent le village en raison des taxes imposées par le pouvoir des Husseinites. Le 30 mai, Hammam Sousse participe, avec les 51 villages du Sahel, à la résistance contre l'expédition punitive de l'armée beylicale conduite par le général Ahmed Zarrouk pour les forcer à payer la mejba qui venait d'être doublée. La révolte est écrasée lors de la bataille de Kalâa Kebira. Le 7 octobre, le chef du village est exécuté et le village doit céder une somme d'environ 500 000 rials.
Dès l'établissement du protectorat français de Tunisie, le 12 mai 1881, Hammam Sousse participe au mouvement de résistance contre les forces d'occupation : des habitants du village participent ainsi à la deuxième bataille de Kalaâ Kébira (15 septembre) au cours de laquelle 180 Tunisiens font face à 1 100 soldats français. Dès la création du parti nationaliste du Destour, des habitants s'engagent dans la lutte nationale pour l'indépendance. Plusieurs jeunes participent à la lutte armée décidée par le Néo-Destour le 18 janvier 1952 et plusieurs responsables et résistants destouriens sont arrêtés. L'un d'entre eux, Abdelkader Daghrir, reconnu coupable de l'attaque du train de Sousse, est condamné à la peine capitale ; l'autonomie interne en 1954 le sauve de la potence : il est l'un des derniers prisonniers à quitter la prison de Tunis. Après l'indépendance en 1956, le village se développe rapidement et devient une municipalité le 9 janvier 1957 puis un chef-lieu de délégation le 2 avril 1979.

## Politique

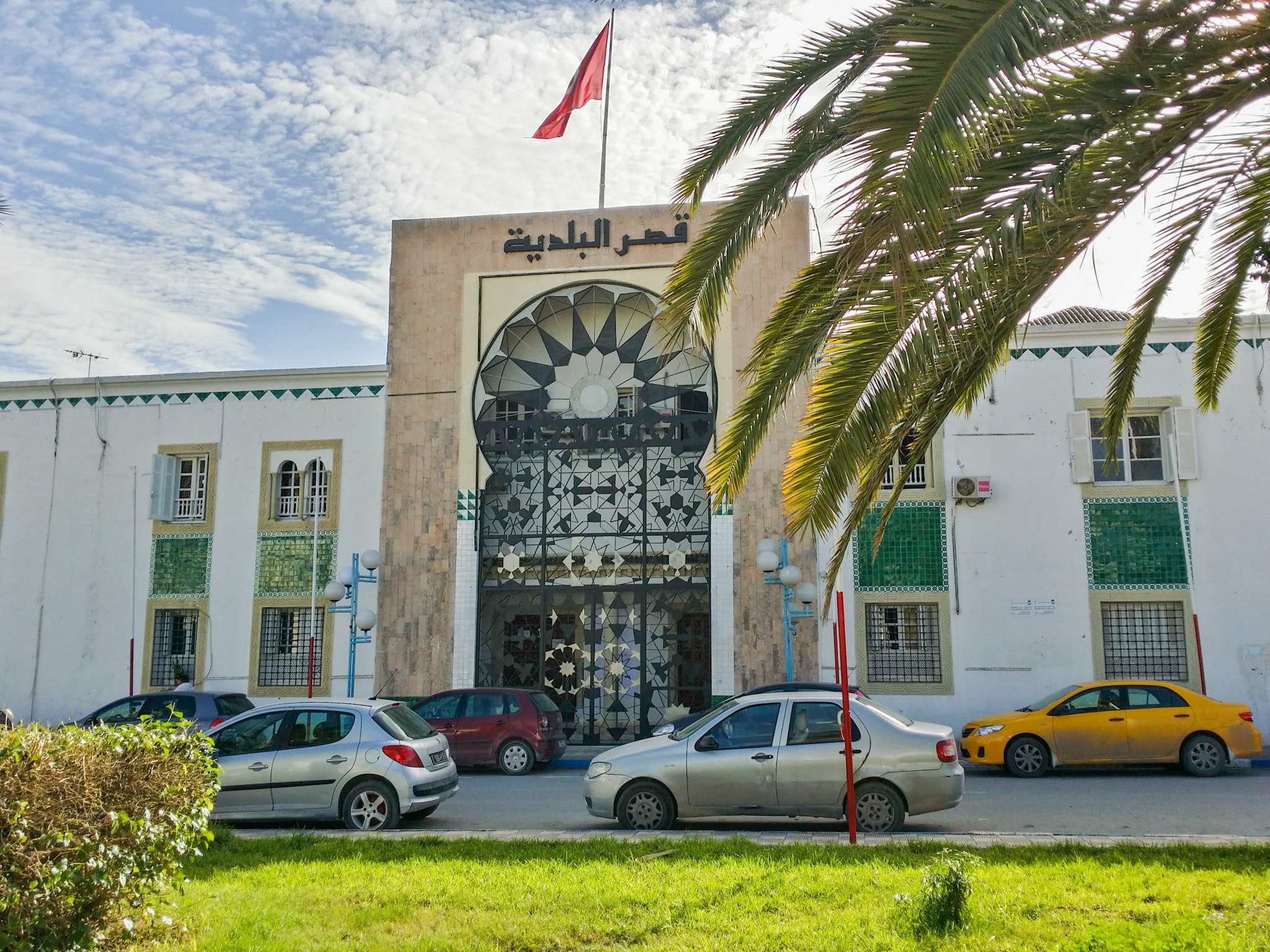
Hôtel de ville de Hammam Sousse.

Hammam Sousse est notamment la ville natale de Zine el-Abidine Ben Ali (président de la République en 1987-2011), de Hédi Baccouche (Premier ministre en 1987-1989), des ministres Kamel Morjane et Mohamed Jegham, de l'ingénieur polytechnicien Mokhtar Latiri et du poète d'expression française Aymen Hacen.
Parmi les anciens maires, on peut citer :
- Mounir Morjane (?-2011)
- Habib Lahouar (2011-2012)
- Hatem Laatiri (2012-2018)
- Leila Kolli (Al Moubadara, 2018-2022)[4]

## Économie

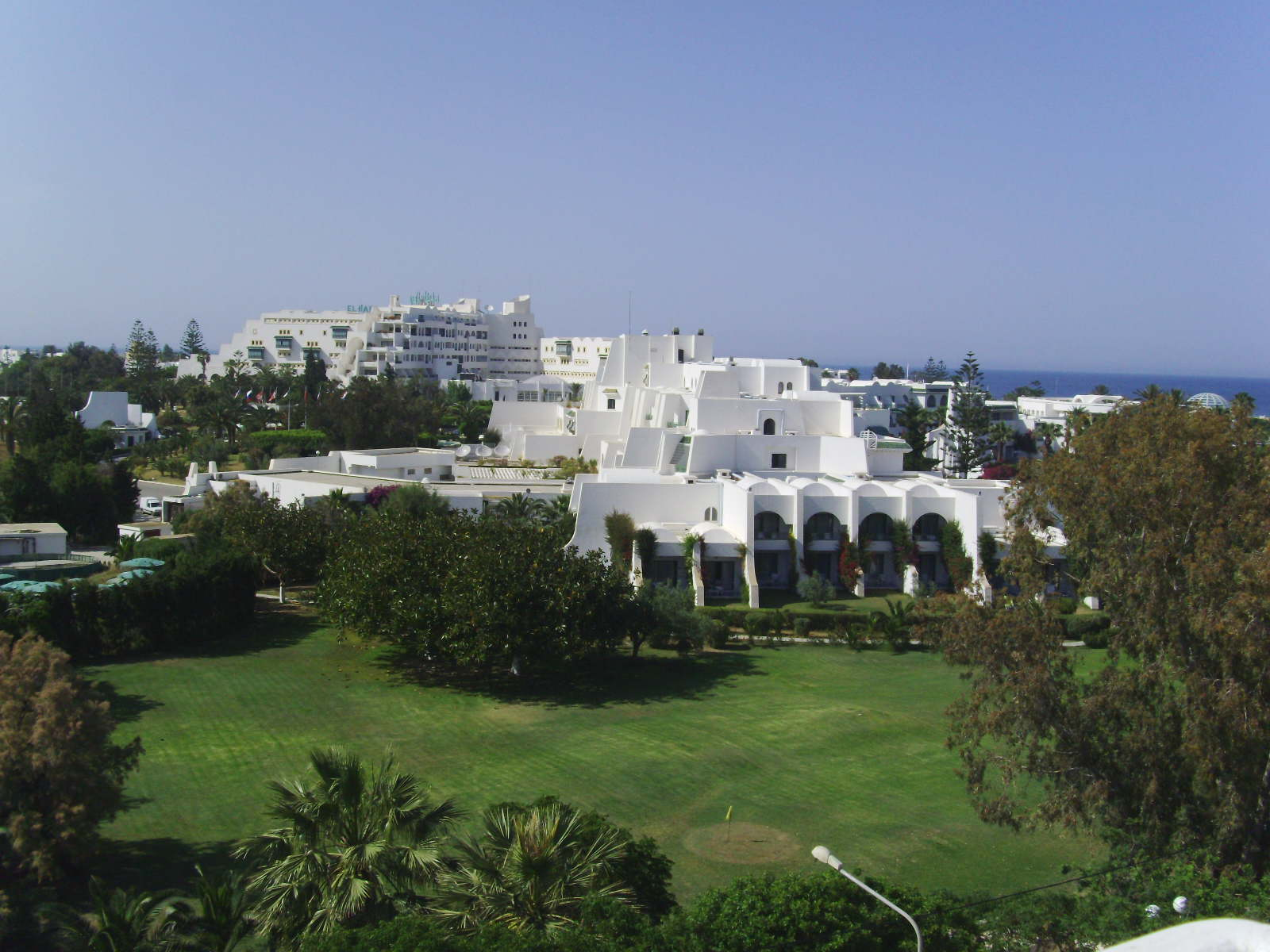
Région de Port El-Kantaoui située sur le territoire municipal.

Malgré les conditions climatiques peu favorables à l'agriculture, Hammam Sousse est connue depuis longtemps comme un centre agricole. Toutefois, les plantations d'oliviers ont cédé du terrain ces dernières décennies à cause de l'urbanisation galopante de l'agglomération de Sousse.
Le secteur hôtelier émerge dès la fin des années 1970 dans la région agricole de Kanta, qui a pris le nom d'El Kantaoui en référence au saint de la région, Sidi El Kantaoui.  Ce territoire accueille de nombreux hôtels et le port de plaisance d'El-Kantaoui.
L'activité industrielle se traduit au départ par la présence de quelques unités industrielles dépendant des produits agricoles (meunerie et huilerie) ou des ressources naturelles locales (chaux et briques).
À partir de 1972, le secteur industriel connaît un nouvel essor et des unités industrielles s'installent dans la région. La ville abrite ainsi le plus important groupe industriel de meubles tunisien : Meublatex.

## Éducation

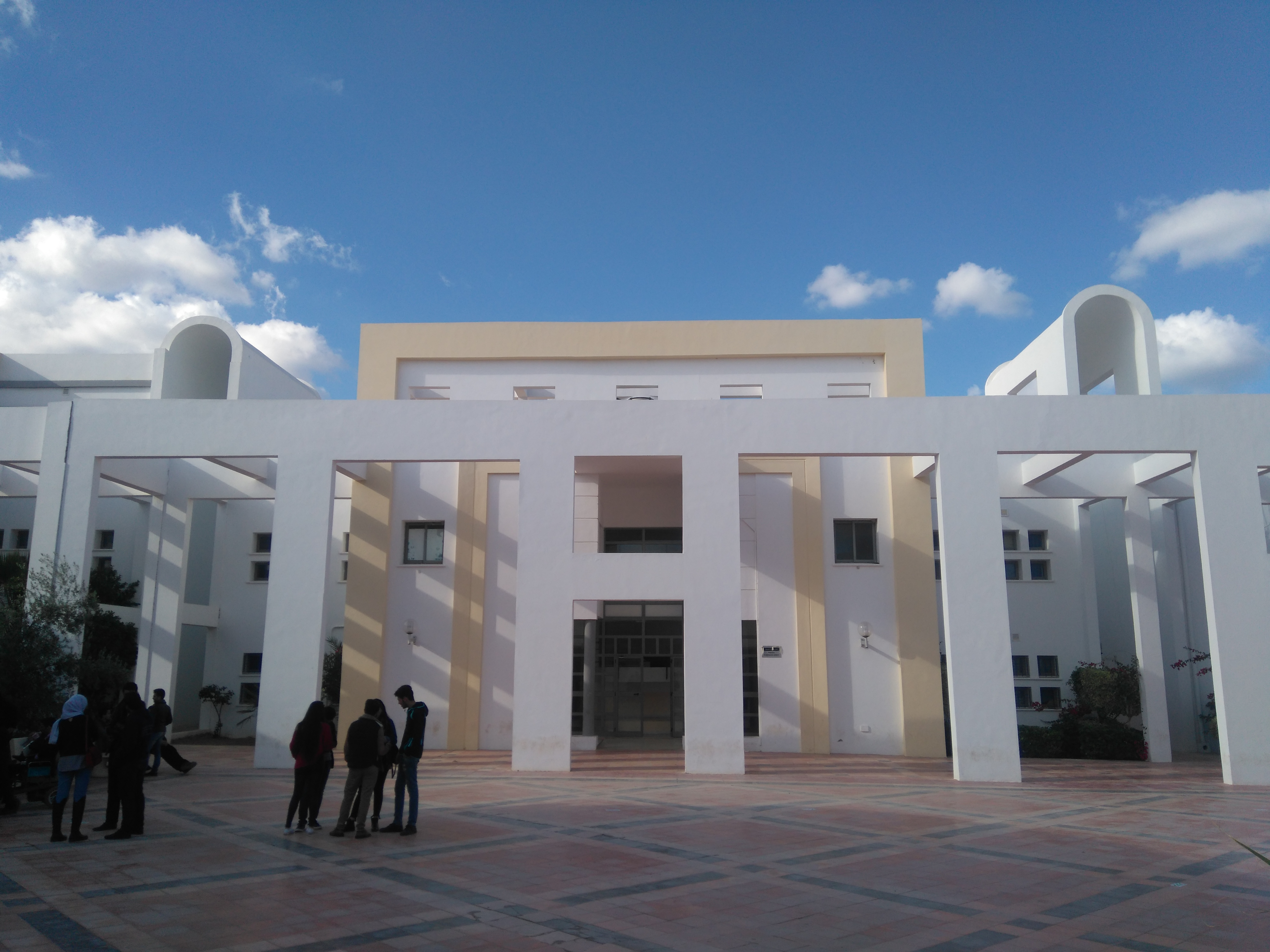
ESST de Hammam Sousse.

La ville est le siège de l'École supérieure des sciences et de la technologie de Hammam Sousse.

## Habits traditionnels féminins

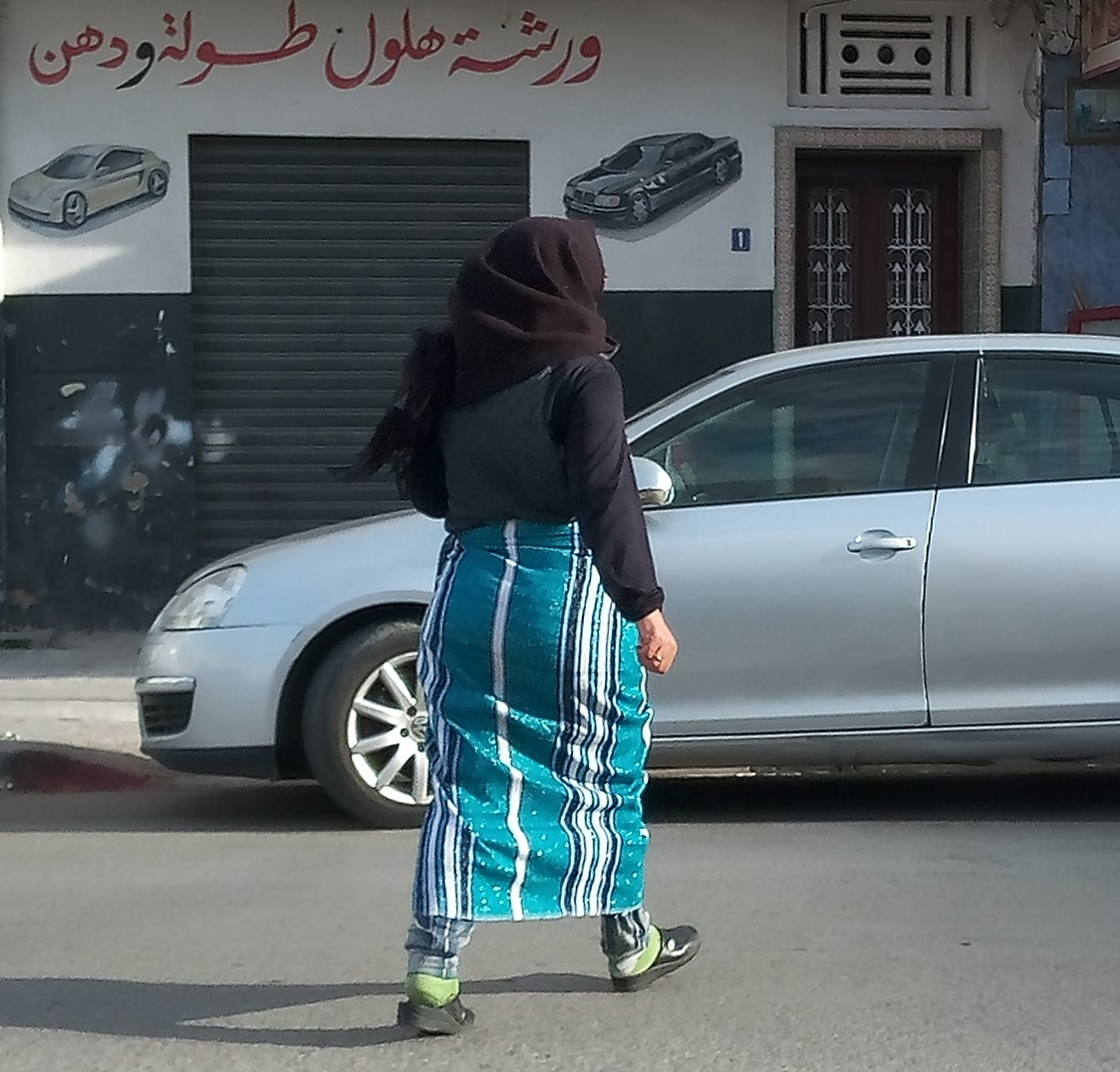
Jeune femme en fouta pour tous les jours (2023).

Une spécificité de Hammam Sousse est la popularité continue de la fouta, la partie pour le bas du corps de l'habit traditionnel féminin de tous les jours parmi les jeunes générations : il est fréquent de croiser en ville des femmes qu'elles soient âgées ou plus jeunes portant par dessus leurs vêtements de tous les jours (jupes, pantalons ou leggings) une section de tissu enroulée à la taille, généralement en coton épais, de couleur variée mais dont les rayures verticales suivent le design traditionnel. L'ensemble du costume, complété par une pièce de tissu rouge vif (avec ou sans motifs ou rayures) sur la tête appelée menchef tend à ne se rencontrer que chez les plus agées et la série complète avec un corsage ajouré ou une chemise appelé marioul fadhila à rayures verticales de largeur différente mais de même couleur que la fouta n'est porté que pour les occasions particulières.

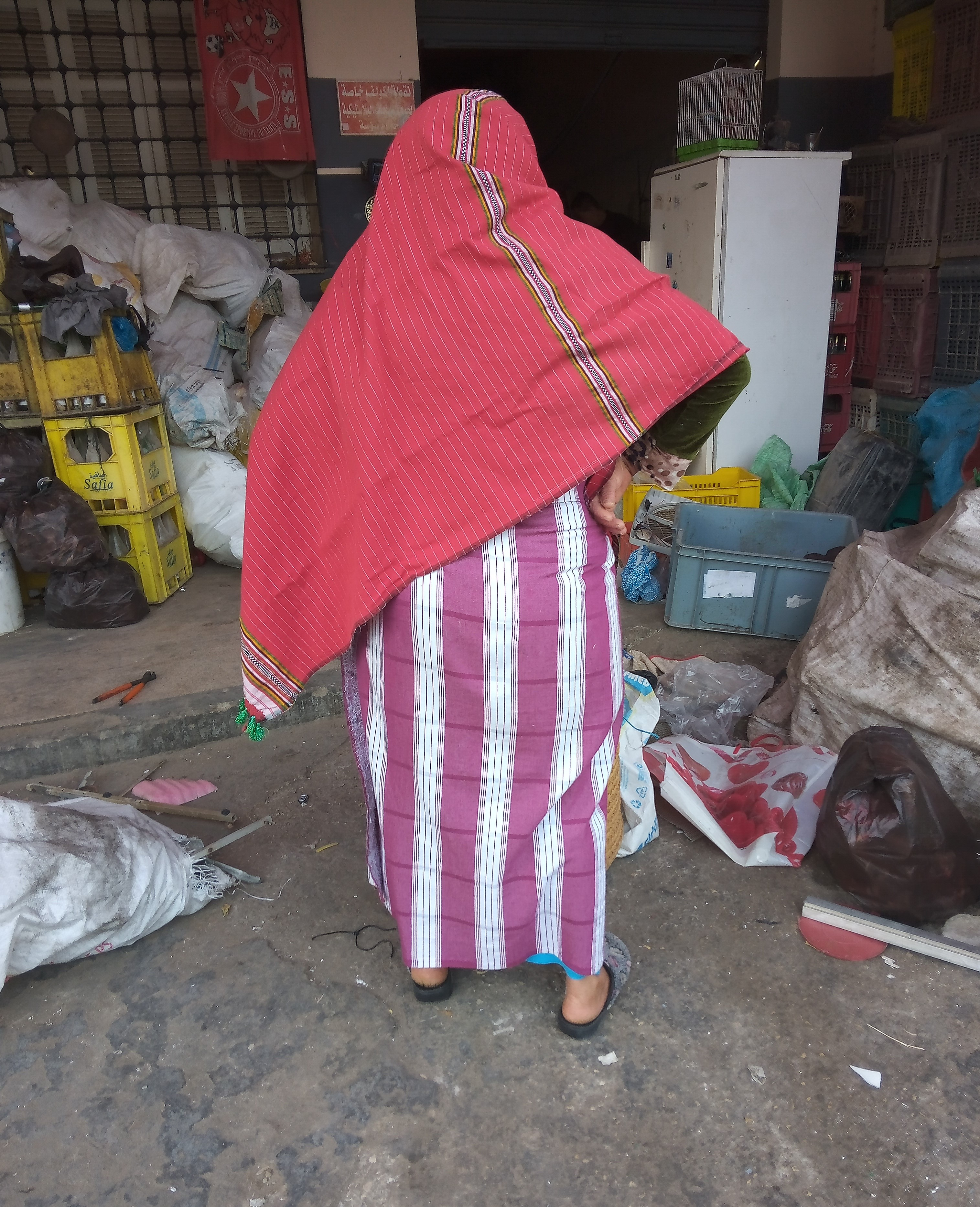
Femme âgée avec menchef et fouta pour tous les jours (2023).

Quant à l'habit féminin des jours de fêtes, appelé takhlila et utilisé surtout pour les mariages, il est constitué d'une grande pièce de tissu avec plus ou moins de broderies et retenue sur chaque épaule par des fibules, et inclus parmi les pièces portées un pantalon dont le bas est en dentelle et des manches plus ou moins transparentes en dentelles,.
Contrairement à l'habit de fête féminin, qui contient des éléments qui le rapproche des habits des villes proches de la région (Hammamet pour les manches ajourées en dentelles, Kalâa Kebira ou Kalâa Seghira pour la couleur rouge vif du tissu, Sousse et Monastir pour le pantalon avec dentelles), la fouta de tous les jours est un élément très spécifique qui n'est porté que par les femmes originaires de Hammam Sousse et de la ville de voisine de Sidi Bou Ali.

## Jumelage
Elle est jumelée à la ville de Cheyenne, de l'État du Wyoming (États-Unis).